# Aeroporto di Bujumbura
L'Aeroporto Internazionale di Bujumbura (IATA: BJM, ICAO: HBBA), indicato anche semplicemente come Aeroporto di Bujumbura, è uno scalo aeroportuale burundese sito a 11 km dal centro di Bujumbura, maggiore città dello stato dell'Africa orientale.
La struttura, posta a un'altitudine di 787 m / 2 582 ft sul livello del mare, è dotata di una pista con superficie in asfalto lunga 3600 m e larga 45 m (11 811 per 148 ft) e orientamento 17/35, equipaggiata con impianto di illuminazione ad alta intensità (HIRL).

## Statistiche
Questo grafico non è disponibile a causa di un problema tecnico.
Si prega di non rimuoverlo.
Vedi la query Wikidata di origine.